# Andrea Chiesi
Andrea Chiesi (Modena, 6 novembre 1966) è un pittore, disegnatore e docente italiano.

## Biografia
Nato a Modena il 6 novembre 1966, vive e lavora principalmente a San Pancrazio (MO).
Vincitore nel 2004 del Premio Cairo Editore e nel 2008 del Premio Terna, fa alcune residenze negli Stati Uniti (vince nel 2012 il Gotham Prize dell'Istituto Italiano di cultura di New York) e in Cina.
Cresce e si forma frequentando la scena della controcultura punk e indipendente degli anni '80. Inizialmente disegnatore collabora, tra gli altri, con le Officine Schwartz nell'opera multimediale l'Opificio (1991), prodotta dal Kom Fut Manifesto e con i CSI ne L'Apocalisse di Giovanni (1998, Reggio Emilia). Sue sono diverse copertine di dischi (tra cui Carica! e L'Opificio delle Officine Schwartz, La maschera del corvo nero e altre storie di Andrea Chimenti, Taccuini, collana di musica aliena del Consorzio Produttori Indipendenti, Polaire degli Ulan Bator, Il milione, quaderno veneziano di Marco Paolini, Kykeon dei Rev Rev Rev). Presta spesso le proprie immagini anche all'editoria, per le copertine di alcuni libri. A tutt'oggi continua la collaborazione con scrittori e musicisti quali Emidio Clementi e Giovanni Lindo Ferretti.
Dalle prime figure a inchiostro nero che galleggiano in uno spazio silenzioso, negli anni sviluppa una ricerca sul paesaggio contemporaneo, sugli edifici abbandonati che lo popolano, con una pittura meticolosa costruita attraverso la luce e la sua assenza. Sue sono ad esempio una serie di opere sulle ex Fonderie Riunite di Modena (tristemente note per l'eccidio del 9 gennaio 1950 in cui la Polizia uccise sei operai in sciopero), sul gasometro della Bovisa di Milano, sulle acciaierie Falck di Sesto San Giovanni. A settembre 2023 ha realizzato un murale dalla lunghezza di 30 metri e un’altezza di 11 sulla parete della nuova palestra Sigonio nell’area rigenerata dell’ex Amcm a Modena. 
Ha esposto in diversi musei: GAM di Bologna, Palazzo delle Papesse di Siena, Palazzo della Permanente di Milano, Fondazione Sandretto Re Rebaudengo di Torino, Palazzo Reale di Milano, Chelsea Art Museum di New York), in Italia e all'estero.
Tra le mostre collettive, si ricordano la Prague Biennale, la LIV Biennale di Venezia, la Biennale Italia-Cina e la partecipazione al progetto NewFaustianWorld del curatore d'arte e sociologo Raffaele Quattrone
È stato docente di pittura presso le Accademie di belle arti di Macerata e di Ravenna. 
Attualmente è docente di pittura e disegno presso l'Accademia di belle arti di Brera. 

## Disegni e Dipinti
|  |  |  |
|  |  |  |
|  |  |  |